# 곽종포
곽종포(郭鍾捕, 1971년 5월 28일 ~ )은 대한민국의 제7·8대 경상남도 양산시의원이다.

## 학력
- 물금국민학교 졸업
- 물금동아중학교 졸업
- 동의공업전문대학 졸업

### 비학위 수료
- 부산대학교 행정대학원 행정학과 졸업

## 경력
- 물금농협 사외이사
- 양산시 재향군인회 자문위원
- 물금읍 자율방범대 자문위원
- 법무부 범사랑위원 보호관찰위원
- 물금읍 재향군인회 해병대 677기 회장
- 물금초등학교 운영위원장
- 물금동아중학교 운영위원장
- 물금초등학교 총동창회 사무차장
- 물급읍 주민자치위원회 사무국장
- 국제라인오스협회 355-D 울산·양산시지구 제3지역 사무국장
- 물금읍 새마을지도자협의회 부회장 (이편한마을 새마을 지도자)
- (사)울산·양산 범죄피해자지원센터 운영위원
- (사)양산시 교육발전협의회 이사
- 양산시 체육회 이사
- ㈜양산전력 대표이사
- 2018.07 ~ 2022.06 제7대 경상남도 양산시의회 의원
- 2018.07 ~ 2020.07 제7대 경상남도 양산시의회 전반기 기획행정위원회 위원
- 2018.07 ~ 2020.07 제7대 경상남도 양산시의회 전반기 예산결산특별위원회 위원
- 2018.09 ~ 2018.12 제7대 경상남도 양산시의회 예산결산 및 업무보고청취등특별위원회 위원
- 2019.03 ~ 2019.06 제7대 경상남도 양산시의회 예산결산 및 공유재산관리계획심사특별위원회 위원
- 2019.12 ~ 2019.12 제7대 경상남도 양산시의회 예산결산 및 업무보고청취등특별위원회 위원
- 2020.06 ~ 2020.09 제7대 경상남도 양산시의회 예산결산 및 공유재산관리계획심사특별위원회 위원
- 2020.07 ~ 2022.06 제7대 경상남도 양산시의회 후반기 도시건설위원회 위원
- 2020.11 ~ 2020.12 제7대 경상남도 양산시의회 예산결산 및 업무보고청취등특별위원회 위원
- 2022.07 ~ 제8대 경상남도 양산시의회 의원
- 2022.07 ~ 제8대 경상남도 양산시의회 전반기 도시건설위원회 위원

## 역대 선거 결과
|  | 41.39% |

|  | 18.53% |

|  | 24.58% |